# 黄土乡 (通道县)
黄土乡，是中华人民共和国湖南省怀化市通道侗族自治县下辖的一个乡镇级行政单位。

## 行政区划
黄土乡下辖以下地区：
盘寨村、头寨村、尾寨村、新寨村、上都天村、下都天村、弄盘村、下盘村和半坡村。